# 조이 101
조이 101(Zoey 101)은 2005년 1월 9일부터 2008년 5월 2일까지 니켈로디언에서 방영된 시트콤이다.

## 캐스트
- 제이미 린 스피어스 - 조이 브룩스 (Zoey Brooks)
- 폴 버처 - 더스틴 브룩스 (Dustin Brooks)
- 숀 플린 - 체이스 매슈스 (Chase Matthews)
- 오스틴 버틀러 - 제임스 개럿 (James Garrett)
- 크리스틴 헤레라 - 데이나 크루즈 (Dana Cruz)
- 빅토리아 저스티스 - 롤라 마티네즈 (Lola Martinez)
- 크리스토퍼 매시 - 마이클 배럿 (Michael Barret)
- 알렉사 니컬러스 - 니콜 브리스토 (Nicole Bristow)
- 에린 샌더스 - 퀸 펜스키 (Quinn Pensky)
- 매슈 언더우드 - 로건 리스 (Logan Reese)